# (33115) 1998 BB8
1998 BB8 (asteroide 33115) é um asteroide da cintura principal. Possui uma excentricidade de 0.06025520 e uma inclinação de 15.88602º.
Este asteroide foi descoberto no dia 25 de janeiro de 1998 por Takao Kobayashi em Oizumi.